# 能勢克男
能勢 克男（のせ かつお、1894年8月2日 - 1979年6月17日）は、日本の思想家、社会運動家。同志社大学法学部教授、弁護士、京都家庭消費組合、京都洛北生活共同組合（現・京都生活協同組合）初代理事長。

## 来歴
1894年8月2日、最高裁判所裁判官である父・能勢萬、母・三美の長男として仙台片平町の裁判所官舎に生まれる。仙台第一中学校、第二高等学校を経て、1919年東京帝国大学法学部を卒業。1922年同志社大学講師、1924年同教授。
1929年、同志社大学を退職し、弁護士開業。同年10月、京都家庭消費組合(現・同志社生活協同組合)設立。1936年、京都家庭消費組合が解散命令を受けると、中井正一らと同年7月に文化新聞『土曜日』を創刊する。1937年人民戦線事件で『土曜日』が廃刊となり、1938年『土曜日』発行責任者として治安維持法違反の疑いで検挙される。1940年、山科刑務所から釈放され、興亜映画株式会社取締役に就任する。1946年、夕刊京都新聞社（現・京都新聞）編集長になるも編集方針の対立から解任される。1947年参議院選挙に立候補するが落選する。それ以降は弁護士業に専念し、1949年の松川事件弁護団に参加するなどした。1964年、京都洛北生活協同組合理事長に就任。
1979年、京都下鴨の自宅にて逝去。

## 業績
1920年代における京都生活協同組合の代表として京都市民の暮らしに関わりながら、弁護士、評論家として戦後に至るまで精力的な活動を行った。
太平洋戦争が始まる直前まで、日本が戦争に向かう時代に逆らい、京都の市民を対象に『土曜日』という大衆文化新聞を編集し、自由な文化を守るという姿勢のもと中井正一らとともに活動を行った。
戦前の京都に於いてこのような文化活動は治安維持法の対象となり1938年に逮捕され『土曜日』も発行を禁止されることとなったが、この活動は数少ない軍部政治への批判として戦後に評価された。
戦後においても、松川事件の弁護士として活動し、独自の評論活動とともに自由な社会を求め続けた。
また、その活動の傍らで8ミリ映画を31作品も自主制作し、独自の詩的な映像表現を示している。戦前京都の風景や家族の日常、戦後の社会を撮影し、近代の象徴「疏水」や働く女性などモダニズムへの関心を示す作品も多い。フィルムは一時特高に没収されたが、後に取り戻した。

## 著書
- ぼくらの公民教室（ 大雅堂、1944年）
- 一日本人の生活と芸術（郷土書房、1948年）
- 人民の法律 - 現代史のながれの中で（大雅堂、1948年）
- 権力と暴力 - 法廷斗争ノオト（三一書房、1950年）
- 法律における抵抗ー法廷闘争の理論と実際（三到社、1953年）
- 随筆集「遠ざかる眺め」（1963年）
- 移動風景 （1963年）
- 文芸・わいせつ・裁判 - 能勢克男随筆集（有光書房、1970年）
- 回想の能勢克男 - 追悼文集（成文堂、1980年）
- デルタからの出発 - 生協運動と先覚者能勢克男・京都生活協同組合（かもがわ出版、2000年）

## 8ミリ映画作品（抜粋）
- 疏水、流れにそって（1934年）
- 季節の旗（1934年）
- 飛んでいる処女（1935年）
- 土曜日の一周年（1937年）
- 京都（1954年）
- 懐古主義者への京都アルバム（1954年）
- 秋風安土（1960年）
- 巣（1964年）

## 関連人物
- 能勢海太 - 克男の孫で日本のバンドKAITAのボーカルをつとめる。